# Tenable, Inc.
Tenable, Inc. es una empresa de ciberseguridad con sede en Columbia, Maryland. Es conocida por haber creado el escáner de vulnerabilidades Nessus.

## Historia
Tenable fue fundada en 2002 con el nombre de Tenable Network Security, Inc. Los cofundadores de Tenable son Ron Gula, Jack Huffard y Renaud Deraison.
En 2012, Tenable recibió su primera ronda de financiación institucional por valor de 50 millones de dólares de la empresa de capital riesgo Accel Partners.
En 2017, la empresa fue renombrada Tenable, Inc.
El 26 de julio de 2018, la empresa salió a bolsa (Nasdaq).

### Adquisiciones
En 2016, Tenable compró la empresa de ciberseguridad FlawCheck. En 2019, Tenable adquirió la empresa de tecnología operacional con sede en Israel Indegy Ltd por 78 millones de dólares.